# Konstabler

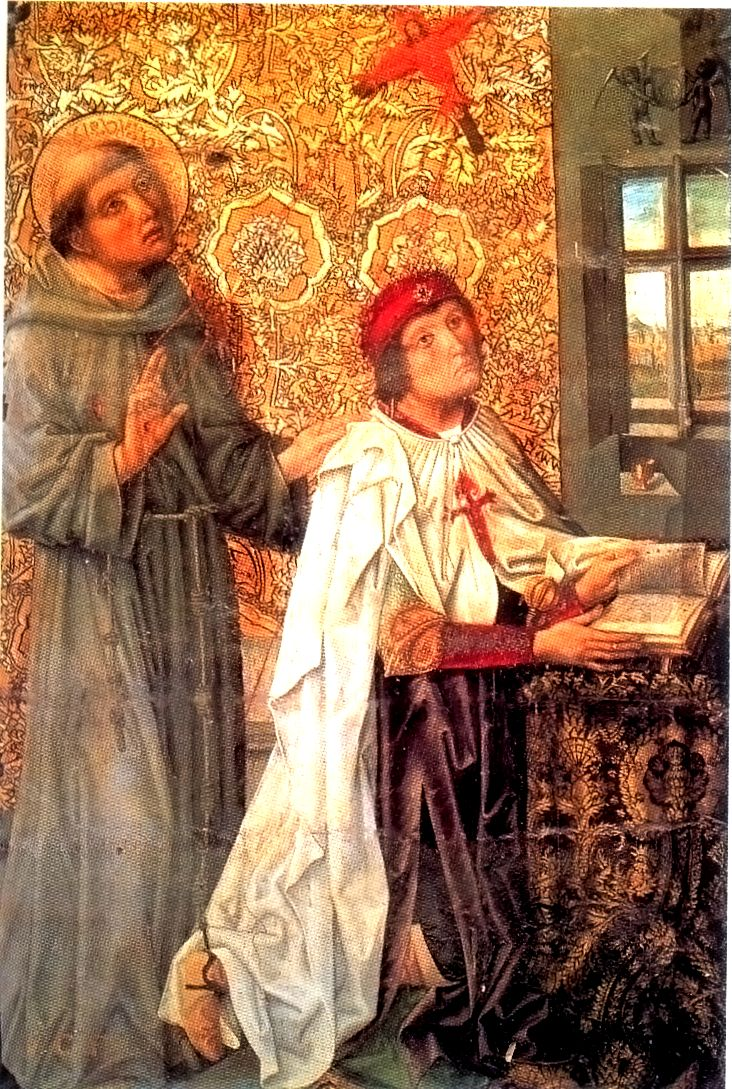
Einer der mächtigsten Condestables Kastiliens war Don Álvaro de Luna (um 1388/90–1453)

Konstabler (auch latinisiert Constabel) ist eine Amts- bzw. Dienstbezeichnung. Der Begriff stammt vom lateinischen comes stabuli oder constabularius, „Stallbeamter“ oder „Stallmeister“ bzw. „Stallgraf“.

## Geschichte

### Römisches und Byzantinisches Reich
Der comes stabuli entwickelte sich im spätantiken Römischen Reich aus dem stablensis, dem Chef und Vorsteher des kaiserlichen Marstalls. Unter Kaiser Constantius II. hatte der spätere Heermeister Agilo die Würde eines tribunus stabuli inne; für 392 ist Stilicho als (erster) comes sacri stabuli bezeugt. Das Amt gewann im 5. und 6. Jahrhundert im spätrömischen Heerwesen weiter an Bedeutung, seine Träger hatten in der Regel den Rang eines vir illustris inne. Unter Kaiser Justinian I. war es soweit aufgewertet, dass dem comes sacri stabuli im Gotenkrieg sogar die Heermeister untergeordnet waren. Bekanntester Würdenträger war Belisar, der das Amt 544 von Constantinianus übernahm. In der mittelbyzantinischen Zeit war der κόμης τοῦ σταύλου verantwortlich für die kaiserlichen Pferde in der Hauptstadt Konstantinopel und die Pferdehaltung an den Kavalleriestandorten in Bithynien. Er hatte üblicherweise die Würde eines Patrikios inne und rangierte in der Hofhierarchie an 51. Stelle. Bei kaiserlichen Prozessionen und auf Feldzügen begleitete er den Kaiser zusammen mit dem Protostrator und spielte eine Rolle bei den Empfängen ausländischer Botschafter. Im 12. Jahrhundert etablierte sich unter normannischem Einfluss der Connétable bzw. Konstabler in der gräzisierten Form κονόσταυλος als byzantinischer Ehrentitel; Kaiser Johannes III. (1222–1254) wertete den Titel für den Befehlshaber der lateinischen Söldner zum μέγας κονόσταυλος auf. Die ursprüngliche Funktion des kaiserlichen Marschalls lebte im Amt des κόμης τῶν βασιλικῶν ἴππων in Byzanz bis ins 14. Jahrhundert fort.

### Fränkisches Reich und Frankreich
Der comes stabuli war im Fränkischen Reich eine Person am Hof, der anfangs die Aufsicht über das Gestüt oblag (Marschalldienst); später wurde er auch zu militärischen und diplomatischen Aufgaben herangezogen. Aus dem comes stabuli wurde im 11. Jahrhundert in Frankreich der Connétable, der in der Hierarchie einer der fünf wichtigsten Hofbeamten (grands officiers) war. Dieser Connétable von Frankreich war dann ab dem 14. Jahrhundert der Oberbefehlshaber der Armee (oberster Kronfeldherr), dem ab 1190 die Marschälle von Frankreich als Stellvertreter dienten. In der Folgezeit war es eine der mächtigsten Funktionen in Frankreich. Der Connétable war oberster Gerichtsherr bei Prozessen gegen Adlige und bei adligen Ehrenstreitigkeiten. Dabei konnte er sich wiederum von einem Marschall vertreten lassen. Zudem oblag ihm die Sicherheit der Hauptverkehrswege (grand chemins), die er mit Hilfe einer speziellen Polizeitruppe, der Maréchaussée (Connétablie et Maréchaussée), überwachen ließ. Das Amt des Connétable wurde von Richelieu schließlich 1624/1627 abgeschafft. Seine Befugnisse gingen zeitweilig auf das im späten 16. Jahrhundert neu geschaffene Amt des General-Marschalls (maréchal général des camps et armées du roi) und auf die übrigen Marschälle von Frankreich über. Unter Napoleon I. wurde der Titel wieder eingeführt: Connétable de l’Empire war sein Bruder, Louis Bonaparte.

### Kastilien
In Kastilien war das Amt eines Condestable von Johann I. geschaffen worden, um das Amt des Alférez Mayor des Reiches zu ersetzen. Er hatte den Oberbefehl über das Heer und war, in Abwesenheit des Königs, der höchste Repräsentant des Königreichs. Am 6. Juli 1382 übertrug Johann I. das Amt auf Alonso von Aragón; im Jahr 1423 ernannte Johann II. Don Álvaro de Luna zum Condestable. Das Amt wurde bis 1473 vom König nicht erblich verliehen. Mit der Verleihung des Titels an Pedro Fernández de Velasco durch König Heinrich IV. wurde das Amt erblich. Pedro Fernández de Velasco liegt in der Kondestablerkapelle der Kathedrale von Burgos begraben.
Siehe: Condestable de Aragón, Condestable de Castilla und Condestable de Navarra

### Portugal

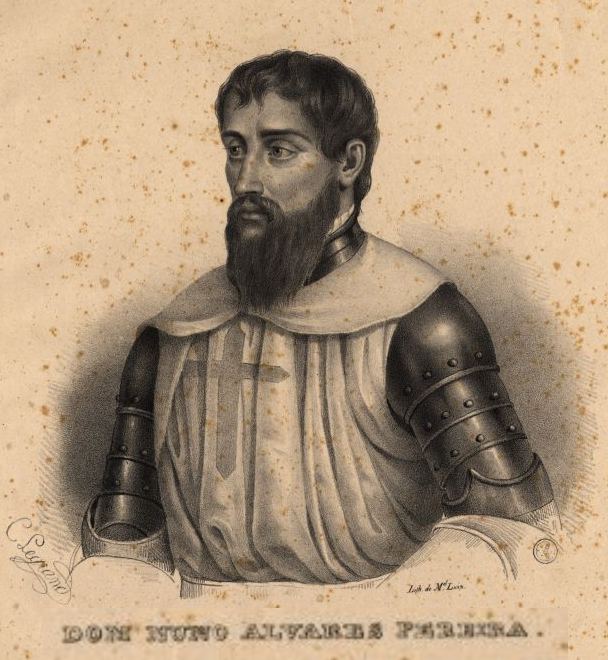
Nuno Álvares Pereira (1360–1431), der heilige Konstabler, 2009 von der römisch-katholischen Kirche heiliggesprochen

In Portugal existierte von 1382 bis 1920 der Condestável de Portugal oder Condestável do Reino als höchster Rang nach dem König. Sein Amt umfasste vor allem militärische Aufgaben wie in Frankreich.

### England / Schottland / Commonwealth

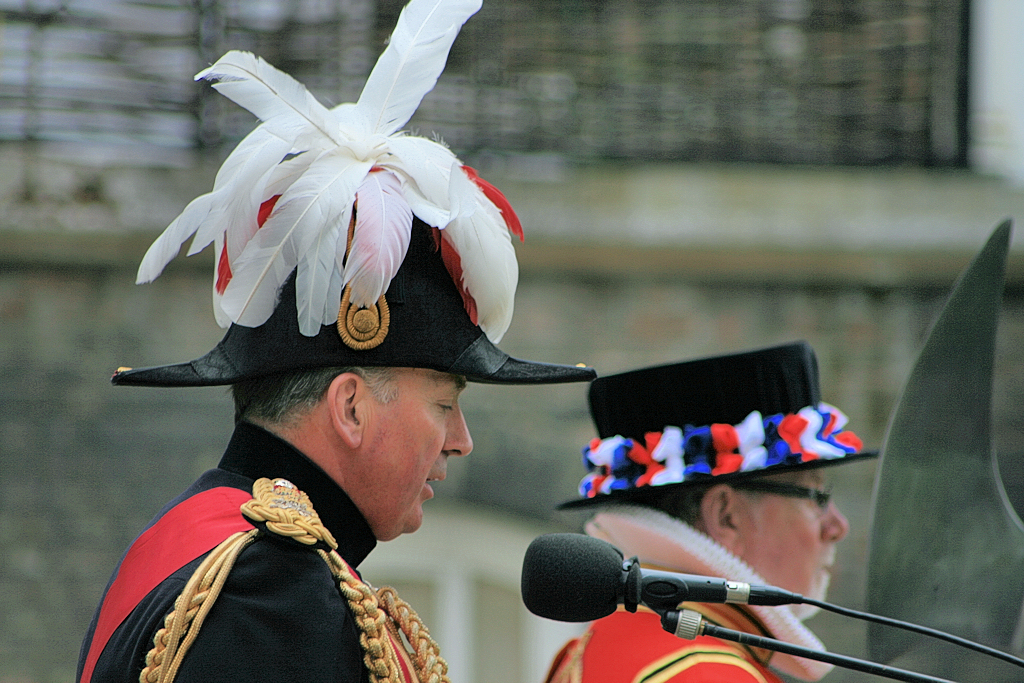
Richard Dannatt als Konstabler des Towers

In England und Schottland entwickelte sich der comes stabuli als Constable – bezeugt ab dem 12. Jahrhundert – zu einem Beamten im militärischen Bereich. Ihm oblag in der Armee die Kontrolle der Disziplin und die Streitschlichtung. Als Fortentwicklung in den allgemeinen gesellschaftlichen Bereich existiert der Constable in Großbritannien heute noch: Als Constable werden hier Dienstränge bei den beamteten Polizisten bezeichnet, der einfachste als Police Constable (PC) und der oberste als Chief Constable, das entsprechende Korps Constabulary. So wird auch der höchste Offizier des Tower of London als Constable of the Tower bezeichnet. Ähnliche Bezeichnungen existieren in anderen Staaten des Commonwealth of Nations, so werden z. B. Sicherheitskräfte mit beschränkten Polizeibefugnissen in Kanada als Special Constable bezeichnet.

### Schweden / Finnland
In Schweden bezeichnete „Konstapel“ bis Mitte des 20. Jahrhunderts den niedrigsten Dienstgrad im Polizeidienst. In Finnland ist die Bezeichnung noch heute ein offizieller Dienstgrad innerhalb der Vollzugspolizei.

### USA
In den USA ist der Constable ein (zumeist gewählter) Amtsträger in den Kommunen, zu dessen Aufgaben die Aufrechterhaltung der öffentlichen Ordnung gehört.

### Deutschland

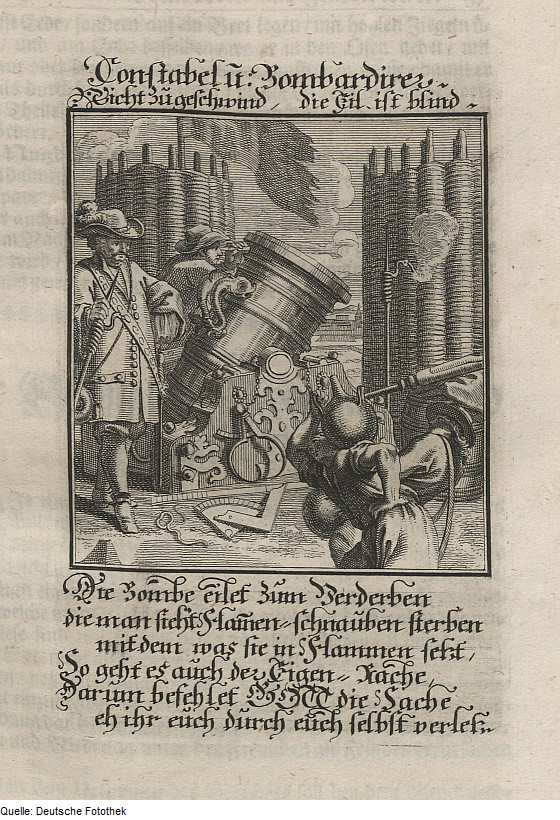
Christoph Weigel der Ältere Darstellung eines Konstablers von 1698

In Deutschland erinnert die Konstablerwache in Frankfurt am Main daran, dass der Begriff auch hierzulande einmal benutzt wurde, und zwar gleichbedeutend mit „Stückmeister“, vorher „Büchsenmeister“. Aus den ursprünglich zünftigen artilleristischen Berufen entwickelte sich schließlich ein Unteroffiziersdienstgrad in der Waffengattung der Artillerie für Soldaten mit gehobenem dienstlichen Rang. Der Name der Konstablerwache erklärt sich durch das wegen seines gefährlichen Inhaltes wohl bewachte frühere Zeughaus an dieser Stelle.
Im Patriziat niedersächsischer Städte übten zahlreiche männliche Mitglieder der Ratsfamilien auch das Amt des „Constablers“ aus, und bis zum Jahr 1569 stellte etwa die braunschweigische Familie van Twedorp allein 18 Konstabler – nahezu jedes erwachsene männliche Familienmitglied.
Die Bezeichnung hat auch in Niedersachsen einen ursprünglich militärischen Hintergrund, hat mit Reiterei und Waffentechnik zu tun und begegnet uns in enger Beziehung zum Patriziat. Aufgrund ihres Vermögens war die angesprochene städtische Oberschicht in der Lage, ihrer Stadt den kostspieligen Reiterdienst persönlich und mit geworbenen Knechten zu leisten. In Braunschweig hatten die Konstabler das prestigeträchtige Ehrenamt, die ebenfalls sehr kostspieligen Ratsgelage (sicherlich nicht nur die Fastelabende) auszurichten und die Beköstigung der Eingeladenen aus großenteils eigenen Mitteln zu bestreiten. In dieser Funktion waren sie Ordner und Leiter quasi ritterlicher Tafelrunden, zu welchen Gesang und Tanz, aber auch ritterliche Kampfspiele, zumindest das Lanzenspiel bzw. das Ringestechen zählten. Insofern übten sie auch obrigkeitliche bzw. polizeiliche Tätigkeiten aus.